# Хір
Хір ( назва літери старо- і церковнослов'янської абетки , яка походить від літери Χ, χ (Хі) візантійського унціалу (варіанту грецької абетки). У глаголиці мала написання , у кириличній та глаголичній буквеній цифірі має числове значення 600.
У «гражданці» назву «хір, носила літера «х», що являє собоє дещо змінене накреслення церковнослов'янської . Також цікавий факт : Буква Хір повʼязана з Апостолом Андрієм , бо був розпʼятий на хресті , у вигляді букви Х . Доречі за  переказами, київські гори й місто на схилах Дніпра, що вже існувало з трипільських часів і було історичним центром, освятив сам святий апостол Андрій Первозваний. Про цю подію писав і Нестор Літописець у «Повісті минулих літ» — після того як Господь вознісся на небо, його учні, кинувши жереб, вирушили у різні краї . Апостолу Андрію випало служити у Грузії та Скіфії . Вирушивши у далекі краї, Андрій Первозваний з учнями зупинився біля підніжжя київських гір. Замилувавшись краєвидом, святий апостол прорік: «Чи бачите ці гори? На цих горах засяє благодать Божа, тут буде місто велике і Бог збудує багато церков». Благословивши майбутню столицю України, святий апостол піднявся на гору і встановив на ній хрест. Тепер на цьому місці — перлина Києва Андріївська церква.

## Етимологія
Значення слова ХІР досі викликає суперечки. За однією з версій, воно є похідним від середньогр. χαῖρε («радуйся» або «Вітаю!»); за другою, також від грец. χείρ, χείρες («рука», «руки»), тлумачучи його як «перехрещені руки»; згідно з третьою, воно походить від слова «херувим».
І
- Х